# Aakkarnersuaq
Aakkarnersuaq (nach alter Rechtschreibung Áukarnerssuaĸ; „großes von der Strömung aufgerissenes Eis“) ist eine grönländische Insel im Distrikt Upernavik in der Avannaata Kommunia.

## Geografie
Aakkarnersuaq liegt südlich von Anarusuk und östlich von Qoqaarissorsuaq. Südlich liegt durch einen Sund getrennt das Festland. Im Osten befindet sich die kleine Inselgruppe Qeqertat Avannarliit, hinter der der große Gletscher Kakiffaat Sermiat liegt. Die langgestreckte Insel ist in der Mitte relativ flach, aber erreicht im Nordosten eine Höhe von 370 m und im Südwesten eine Höhe von 450 m.